# Dexmedetomidina
La dexmedetomidina, vendida bajo el nombre comercial Precedex entre otros, es un ansiolítico, sedante y analgésico. La dexmedetomidina se destaca por su capacidad para proporcionar sedación sin riesgo de depresión respiratoria (a diferencia de otros fármacos de uso común como el propofol y el fentanilo) y puede proporcionar sedación cooperativa o semiactiva.
Al igual que la clonidina, es un fármaco simpaticolítico que actúa como agonista de los receptores adrenérgicos α2 en ciertas partes del cerebro.  Los veterinarios utilizan la dexmedetomidina para fines similares en el tratamiento de gatos, perros y caballos.

## Usos médicos

### Sedación de la unidad de cuidados intensivos
La dexmedetomidina se usa con mayor frecuencia en el entorno de cuidados intensivos para la sedación leve a moderada. No se recomienda para sedación profunda a largo plazo. Una característica de la dexmedetomidina es que tiene propiedades analgésicas además de su función como hipnótico, pero ahorra opioides; por tanto, no se asocia con una depresión respiratoria significativa (a diferencia del propofol).
Muchos estudios sugieren que la dexmedetomidina para sedación en adultos con ventilación mecánica puede reducir el tiempo de extubación y estadía en la UCI. Las personas que toman dexmedetomidina pueden mostrarse animadas y cooperativas, un beneficio en algunos procedimientos.
En comparación con otros sedantes, algunos estudios sugieren que la dexmedetomidina puede estar asociada con menos delirio . Sin embargo, este hallazgo no es consistente en múltiples estudios. Como mínimo, cuando se agregan muchos resultados de estudios, el uso de dexmedetomidina parece estar asociado con menos disfunción neurocognitiva en comparación con otros sedantes. No es claro si esta observación tiene un impacto psicológico beneficioso.  Desde una perspectiva económica, la dexmedetomidina se asocia con menores costos de UCI, en gran parte debido a un menor tiempo de extubación.

### Sedación de procedimiento
La dexmedetomidina también se puede utilizar para la sedación de procedimientos, como durante la colonoscopia. Se puede usar como complemento de otros sedantes como benzodiazepinas, opioides y propofol para mejorar la sedación y ayudar a mantener la estabilidad hemodinámica al disminuir la necesidad de otros sedantes. La dexmedetomidina también se usa para procedimientos de sedación en niños.
Existe evidencia débil de que se puede usar para la sedación requerida para la intubación nasal con fibra óptica despierto en pacientes con una vía aérea difícil.

### Otros usos
La dexmedetomidina es útil para el tratamiento de los efectos cardiovasculares negativos de las anfetaminas agudas y la intoxicación y sobredosis de cocaína. La dexmedetomidina también se ha utilizado como complemento de la anestesia neuroaxial para procedimientos de miembros inferiores.

### Dosificación y administración
La dexmedetomidina puede administrarse por diferentes vías como intravenosa o perineural que pueden alterar su eficacia. La infusión intravenosa de dexmedetomidina se inicia habitualmente con una dosis de carga seguida de una infusión de mantenimiento. Puede haber una gran variabilidad individual en los efectos hemodinámicos (especialmente en la frecuencia cardíaca y la presión arterial), así como en los efectos sedantes de este fármaco. Por esta razón, la dosis debe ajustarse cuidadosamente para lograr el efecto clínico deseado. 

## Efectos secundarios
No existe una contraindicación absoluta para el uso de dexmedetomidina. Tiene un efecto bifásico sobre la presión arterial con lecturas más bajas a concentraciones de fármaco más bajas y lecturas más altas a concentraciones más altas. La administración intravenosa rápida o en bolo se ha asociado con hipertensión debido a la estimulación de los receptores perisfericos α2. La bradicardia puede ser un factor limitante con las infusiones, especialmente en dosis más altas.

## Interacciones
La dexmedetomidina puede potenciar los efectos de otros sedantes y anestésicos cuando se coadministra. De manera similar, los medicamentos que reducen la presión arterial y la frecuencia cardíaca, como los betabloqueantes, también pueden tener efectos mejorados cuando se administran conjuntamente con dexmedetomidina.

## Farmacología

### Farmacodinamia
La dexmedetomidina es un agonista α 2 -adrenérgico altamente selectivo. Posee una relación de selectividad α 2 : α 1 de 1620: 1, lo que la hace ocho veces más selectiva para el receptor α 2 que la clonidina.

A diferencia de los opioides y otros sedantes como el propofol, la dexmedetomidina puede lograr sus efectos sin causar depresión respiratoria. La dexmedetomidina induce la sedación al disminuir la actividad de las neuronas noradrenérgicas en el locus ceruleus del tronco encefálico, aumentando así la actividad aguas abajo de las neuronas inhibidoras del ácido gamma-aminobutírico (GABA) en el núcleo preóptico ventrolateral.

A diferencia de, otros sedantes como el propofol y las benzodiazepinas aumentan directamente la actividad de las neuronas del ácido gamma-aminobutírico.

A través de la acción sobre esta vía endógena que promueve el sueño, la sedación producida por la dexmedetomidina refleja más de cerca el sueño natural (específicamente el sueño de movimiento ocular no rápido en etapa 2), como lo demuestran los estudios de EEG. Como tal, la dexmedetomidina proporciona menos amnesia que las benzodiazepinas.  La dexmedetomidina también tiene efectos analgésicos a nivel de la médula espinal y otros sitios supraespinales.  Por lo tanto, a diferencia de otros agentes hipnóticos como el propofol, la dexmedetomidina se puede usar como un medicamento complementario para ayudar a disminuir las necesidades de opioides de las personas con dolor y, al mismo tiempo, proporcionar una analgesia similar.

### Farmacocinética
La dexmedetomidina intravenosa presenta una farmacocinética lineal con una semivida de distribución rápida de aproximadamente 6 minutos en voluntarios sanos y una semivida de distribución más prolongada y variable en pacientes de UCI. La vida media de eliminación terminal de la dexmedetomidina intravenosa osciló entre 2,1 y 3,1 horas en adultos sanos y entre 2,2 y 3,7 horas en pacientes de la UCI. La unión de la dexmedetomidina a las proteínas plasmáticas es aproximadamente del 94% (principalmente albúmina).
La dexmedetomidina es metabolizada por el hígado, principalmente por glucuronidación (34%), así como por oxidación a través de CYP2A6 y otras enzimas del citocromo P450. Como tal, debe usarse con precaución en personas con enfermedad hepática.
La mayor parte de la dexmedetomidina metabolizada se excreta en la orina (~ 95%).

## Historia
La dexmedetomidina fue aprobada en 1999 por la Administración de Drogas y Alimentos de los Estados Unidos (FDA) como un sedante y analgésico a corto plazo (<24 horas) para personas gravemente enfermas o lesionadas con ventilación mecánica en la unidad de cuidados intensivos (UCI). El motivo de su uso a corto plazo se debió a las preocupaciones sobre los efectos secundarios de la abstinencia, como la presión arterial alta de rebote. Sin embargo, estos efectos no se han observado de manera consistente en estudios de investigación. En 2008, la FDA amplió su indicación para incluir a personas no intubadas que requieren sedación para procedimientos quirúrgicos o no quirúrgicos, como la colonoscopia.

## Uso veterinario
La dexmedetomidina, bajo el nombre comercial Dexdomitor (Orion Corporation), fue aprobada en la Unión Europea para su uso en perros y gatos en 2002 para sedación e inducción de anestesia general. La FDA aprobó la dexmedetomidina para su uso en perros en 2006 y gatos en 2007.
En 2015, la Agencia Europea de Medicamentos y la FDA aprobaron una forma de gel bucal de dexmedetomidina comercializada como Sileo ( Zoetis ) para su uso en perros para aliviar la aversión al ruido.